# Rosi Braidotti

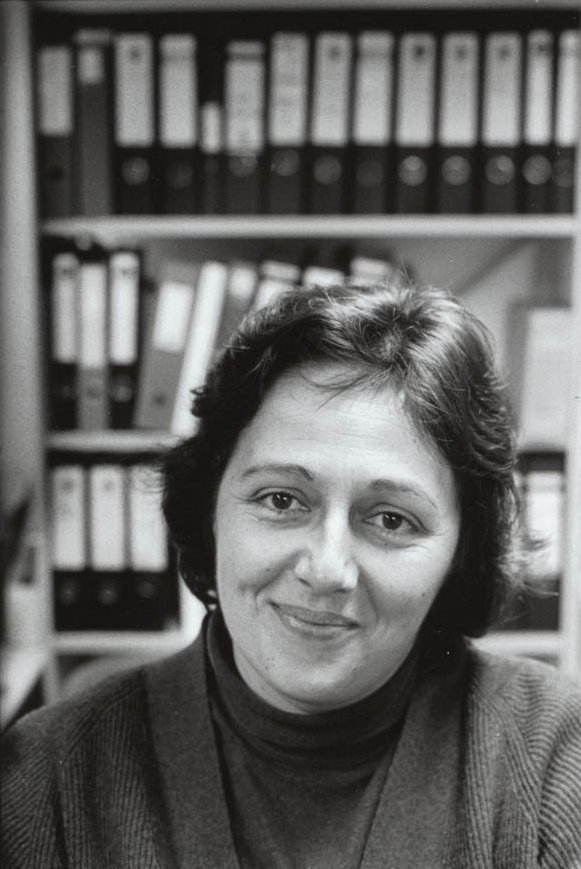
Rosi Braidotti (ca. 1990)

Rosi Braidotti (* 28. September 1954 in Latisana, Italien) ist eine italienisch-australische Philosophin und Theoretikerin des Feminismus. Sie gilt als Hauptvertreterin der Gender Studies und des Posthumanismus und lehrte an der Universität Utrecht.

## Leben
Braidotti wuchs ab dem 16. Lebensjahr in Australien auf und hat sowohl die italienische als auch die australische Staatsbürgerschaft. Sie studierte an der Australian National University in Canberra bis 1977 und wurde mit der Universitäts-Medaille in Philosophie und dem Tillyard-Preis der Universität ausgezeichnet. Für ihre Promotion ging Braidotti an die Sorbonne zu Luce Irigaray, bei der sie unter dem Einfluss Foucaults in Philosophie 1981 über „Feminismus und Philosophie: Die Kritik der Macht und das zeitgenössische feministische Denken“ eine Dissertation anfertigte.
Von 1988 bis 2021 lehrte sie als Professorin an der Universität Utrecht, wo sie den Ausbildungsgang Gender Studies gründete. 1995 wurde sie Gründungsdirektorin des von neun niederländischen Universitäten getragenen Forschungszentrums Frauen- und Geschlechterforschung (Netherlands Research School of Gender Studies NL, NOG), dem sie bis 2005 vorstand.
Sie war Leverhulme-Trust-Gast-Professorin am Birkbeck College in den Jahren 2005–2006; zudem war sie 2002–2003 Jean Monnet-Professorin am Europäischen Hochschulinstitut in Florenz und 1994 Fellow am Institute for Advanced Study in Princeton. 2014 wurde sie zum ordentlichen Mitglied der Academia Europaea gewählt.

## Werk
Braidotti ist Pionierin der europäischen Frauen- und Geschlechterforschung: Sie gründete das inter-universitäre SOCRATES-Netzwerk NOISE und das Thematic Network zu Frauenrechten, Gleichberechtigung und Diversität ATHENA, das sie seit 2005 leitete und das 2010 mit dem ERASMUS-Preis „Lebenslanges Lernen“ ausgezeichnet wurde.

Sie ist Expertin für die posthumanistische Wende der feministischen Theorie und poststrukturalistische Ansätze. Im Posthumanismus lehnt sie eine Hierarchie der Arten ab, wobei sie sich auf Baruch de Spinoza beruft. Ferner hat sie das Konzept der „nomadischen Subjektivität“ geprägt. Diese Konzeption geht auf die Nomadologie von Gilles Deleuze und Félix Guattari zurück, die in ihrem Buch Tausend Plateaus den Nomaden als Figur vorstellen, die subversive Mobilität denk- und beschreibbar macht. Sie entwickeln und beschreiben den Nomaden als Denkfigur anhand ethnologischer Studien. Die nomadische Mobilität entgeht für Deleuze und Guattari Lokalisierungen und Festsetzungen, sie bleibt in der Bewegung begriffen. Dem wird die sesshafte Logik der Staatsmacht entgegengesetzt. An diese Punkte knüpft Braidotti an, entwickelt diese Figur jedoch zur sexuell differenzierten Nomadin weiter. In dieser Kernfigur von Braidottis Denken zeigt sich deutlich ihr theoretischer Bezugsrahmen, für den Deleuze und Guattari mit ihrer Nomadologie sowie Luce Irigaray mit ihrer Konzeption der sexuellen Differenz von zentraler Bedeutung sind. Mit dem Konzept der nomadischen Subjektivität richtet sie sich gegen einheitliche Subjektauffassungen und skizziert das Modell einer dynamischen, nicht einheitlichen Subjektivität. 
„Ich möchte die Aktivität des Denkens an die Mobilität und die Fluktuationen eines verkörperten Geistes rückbinden, der ununterbrochen Verknüpfungen herstellt, sich verändert und dennoch stabil bleibt, der eine Zugehörigkeit hat und gleichzeitig fließend ist.“ 
Insgesamt sind Figurationen und politische Fiktionen in Braidottis Denken zentral. Sie sieht darin eine Möglichkeit, das logozentrische Denken zu überwinden. Ihr Schreibstil lässt sich, im Gegensatz zur klassischen philosophischen Tradition, als assoziativ und essayistisch beschreiben. Braidottis Anspruch ist es, sowohl Register der Diagnostik zu entwickeln als auch solche der Projektion in mögliche Zukünfte. Das heißt, sie arbeitet sowohl an Vokabular und Perspektiven, um die gegenwärtige politische Situation zu verstehen, als auch an solchen, um über diese hinaus politische Visionen zu skizzieren. 
„Definieren wir Denken als relationale und kollaborierende Beteiligung an den Konstruktionen nachhaltiger Wege der Beständigkeit unserer Existenz, dann könnten wir die Aufgabe des Denkens festmachen als die Produktion angemessener Weisen des Verstehens, was uns geschieht, damit wir daraufhin anderen produktiv begegnen können. Wie es sich anfühlt, am Leben zu sein, bildet somit den Kern dieser Definition von Denken.“ 

## Veröffentlichungen

### Monographien
- 2021 Posthuman Feminism. Cambridge: Polity Press, ISBN 978-1509518074.
- 2018 Politik der Affirmation. Berlin: Merve Verlag. ISBN 978-3-96273-001-7.
- 2013 The Posthuman. New York: Wiley. ISBN 978-0-7456-4158-4.
  - 2014 Posthumanismus: Leben jenseits des Menschen. Frankfurt am Main: Campus. ISBN 978-3-593-50031-7.
- 2011b Nomadic Theory. The Portable Rosi Braidotti. New York: Columbia University Press. ISBN 978-1-509-51807-4.
- 2011a Nomadic Subjects. Embodiment and Sexual Difference in Contemporary Feminist Theory, 2. Auflage, New York: Columbia University Press. ISBN 978-0-231153881.
- 2009 La philosophie, là où on ne l’attend pas, Paris: Larousse.
- 2002 Metamorphoses: Towards a Materialist Theory of Becoming, Cambridge: Polity Press. ISBN 978-0-745625768.
- 1996 Madri, Mostri e Macchine, Rom: Manifesto Libri, mit einem Nachwort von Anna Maria Crispino. - Zweite, überarb. und erw. Auflage 2005. ISBN 978-8832904109.
- 1994 Zur Krise der Kategorien: Frau - Lesbe - Geschlecht. Frankfurt am Main: Sozialwissenschaftliche Forschung und Bildung für Frauen (=Frankfurter Frauenschule: Materialienband 14). ISBN 3-926932-14-7.
- 1994 mit Ewa Charkiewicz, Sabine Hausler und Saskia Wieringa: Women, the Environment and Sustainable Development. Towards a Theoretical Synthesis, London: Zed Books.
- 1991 Patterns of Dissonance: an Essay on Women in Contemporary French Philosophy. Cambridge: Polity Press.

### Herausgeberin
- mit Patrick Hanafin and Bolette Blaagaard: After Cosmopolitanism, New York: Routledge 2012. ISBN 978-0-415-62721-4.
- mit Patricia Pisters: Revisiting Normativity with Deleuze, London and New York: Continuum 2012.
- The History of Continental Philosophy, Volume 7, Durham: Acumen 2010.
- mit Claire Colebrook and Patrick Hanafin: Deleuze and Law. Forensic Futures, London: Palgrave Macmillan 2009.
- mit Claire Colebrook: Special edition of Australian Feminist Studies. In: Feminist Timelines, Volume 24 Issue 59, 2009.
- mit Charles Esche und Maria Hlavajova: Citizens and Subjects: The Netherlands, for example, Critical Reader/Catalogue for the Dutch Pavilion at the Biennale in Venice, 2007, Utrecht: BAK and Zurich: JRP. ISBN 978-3-905770-73-5.
- mit Judith Butler: New Feminism: Worlds of Feminism, Queer and Networking Conditions. Wien: Löcker.
- mit Gabriele Griffin: Thinking Differently: a Reader in European Women’s Studies, London / New York: Zed Books 2002. ISBN 978-3-85409-472-2.
- mit Gloria Wekker: Praten in het donker. Multiculturalisme en anti-racisme in feministisch perspectief. Kampen: Kok Agora, 1996.
- mit Suzette Haaksma: Ik denk dus zij is; De vrouwelijke intellectueel in literair en historisch perspectief, Kampen: Kok Agora, 1994.

### Video-Dokumente
- 2009 Feature-langer Dokumentarfilm über Braidottis Leben und Arbeit von Andrea Petõ und der ungarischen Produzentin Ilona Hernádi (DVD)